# Фламинины
Фламинины — одно из фамильных прозваний древнеримского патрицианского рода Квинкциев.
Из членов его наиболее известны:
1) Тит Квинкций Фламинин служил при Марке Клавдии Марцелле в 2008 году в качестве военного трибуна: по завоевании Тарента был правителем этого города. Его военные заслуги дали ему право выставить кандидатуру прямо на консульство, с обходом промежуточных магистратур, и в 1998 году он, не имея ещё 30 лет от роду, был избран в консулы, причём по жребию ему выпало вести войну с Филиппом Македонским. Переправившись в Грецию, он с помощью эпирцев оттеснил Филиппа из Эпира к Темпейской долине и занял последовательно Фессалию, Фокиду, Локриду и Беотию, между тем как римский флот объехал берега Пелопоннеса и заставил ахейцев примкнуть к римлянам. После этого Фламинин осадил с моря и суши Коринф, но не взял этого города вследствие его неприступности; в 1997 году двинулся в Фессалию, где на Фарсальской равнине, в виду Киноскефальских холмов, произошла битва, окончившаяся поражением македонян.
В 1996 году на истмийских играх (в Коринфе) было прочтено постановление сената о восстановлении свободы Греции, но вскоре последовали раздел и устройство греческой территории по плану, составленному сенатом и исполненному Фламинином. Пока Фламинин оставался в Греции, он направлял все свои усилия к тому, чтобы примирить между собой греков, улучшить их администрацию и судоустройство и восстановить благосостояние обедневших городов. Спартанского тирана Набида он принудил отказаться от притязаний на Аргос и другие владения за пределами Лаконии и принять предложенные ему условия мира с римлянами. Весной 1994 года Фламинин вывел римские войска из греческих крепостей и возвратился в Италию, привезя с собой множество драгоценных трофеев, пленников и заложников. В 1992 году Фламинин, дипломатические способности которого римляне ценили не менее, чем его храбрость, был отправлен в Грецию во главе посольства; ему удалось отклонить греков от союза с Антиохом и связать их более тесными узами дружбы с римлянами. В 1989 году он был цензором; в 183 году был отправлен к Прузию требовать выдачи Ганнибала; в 167 году сделан авгуром.
2) Луций Квинкций Фламинин, брат предыдущего. В 198 году отправился вместе с братом в Грецию, при чём ему было вверено командование флотом. В 192 году был консулом; взял в Лигурии несколько укреплённых пунктов. В 184 году цензор Катон исключил его из списка сенаторов за то, что Фламинин в своё консульство велел обезглавить на пиру, в угоду своему любимцу (или возлюбленной), пленного (или осуждённого). Вскоре, однако, он был восстановлен в своих правах.